# フルトン郡 (ケンタッキー州)

ケンタッキー州内の位置

フルトン郡（Fulton County）は、アメリカ合衆国ケンタッキー州内に位置する郡である。人口は7,752人（2000年）。郡庁所在地はヒックマンである。この郡はロバート・フルトンの名を取って命名された。

## 地理

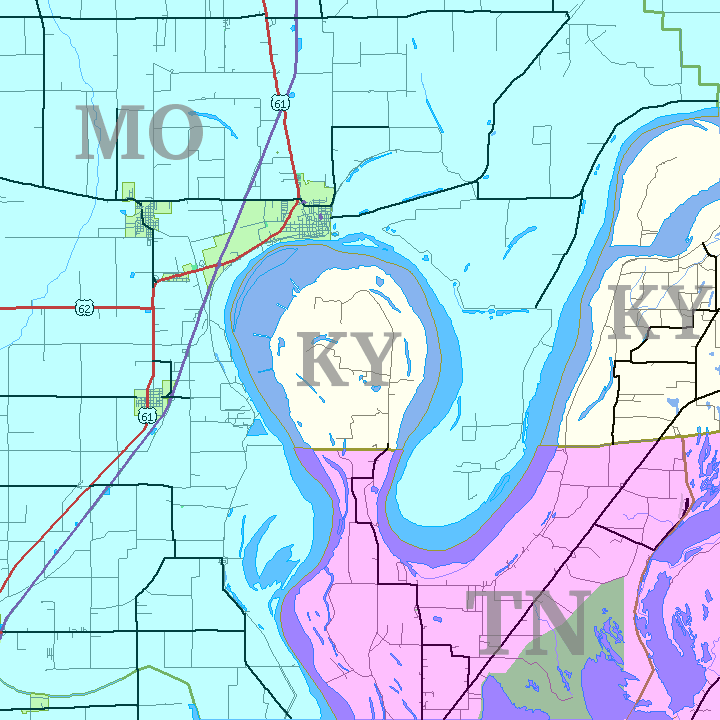
フルトン郡の西端部はミズーリ州とテネシー州に囲まれる飛地である

アメリカ合衆国統計局によると、この郡は総面積597 km2 (231 mi2) である。このうち541 km2 (209 mi2) が陸地で56 km2 (22 mi2) が水地域である。総面積の9.37%が水地域となっている。

### 隣接する郡
- ミシシッピ郡 (ミズーリ州)  (ミシシッピ川を越えた、北西)
- ヒックマン郡  (北東)
- オビオン郡 (テネシー州)  (南)
- レイク郡 (テネシー州)  (南西)
- ニューマドリード郡 (ミズーリ州)  (ミシシッピ川を越えた、西)

## 人口動勢
2000年国勢調査で、この郡は人口7,752人、3,237世帯、及び2,113家族が暮らしている。人口密度は14/km2 (37/mi2) である。7/km2 (18/mi2) の平均的な密度に3,697軒の住宅が建っている。この都市の人種的な構成は白人75.12%、アフリカン・アメリカン23.19%、先住民0.12%、アジア0.31%、その他の人種0.32%、及び混血0.94%である。ここの人口の0.53%はヒスパニックまたはラテン系である。
この郡内の住民は24.90%が18歳未満の未成年、18歳以上24歳以下が8.90%、25歳以上44歳以下が25.50%、45歳以上64歳以下が23.20%、及び65歳以上が17.50%にわたっている。中央値年齢は38歳である。女性100人ごとに対して男性は87.70人である。18歳以上の女性100人ごとに対して男性は82.00人である。
この郡内の世帯ごとの平均的な収入は24,382米ドルであり、家族ごとの平均的な収入は30,788米ドルである。男性は26,401米ドルに対して女性は19,549米ドルの平均的な収入がある。この郡の一人当たりの収入 (per capita income) は14,309米ドルである。人口の23.10%及び家族の20.10% は貧困線以下である。全人口のうち18歳未満の32.30%及び65歳以上の16.00%は貧困線以下の生活を送っている。

## 都市及び町
- ヒックマン
- フルトン